# Винокуров, Пётр Алексеевич
Пётр Алексе́евич Виноку́ров (род. 29 ноября 1993, Москва) — российский маунтинбайк-райдер в дисциплине скоростной спуск, многократный победитель и призёр соревнований по даунхиллу. Чемпион России 2022, 2023 и 2024 года по маунтинбайку в категории Элита.
Пётр занял 11-е место в суперфинале Кубка Европы IXS Downhill Cup в Хорватии в 2023 году, показав лучший результат среди российских спортсменов за всю историю соревнований.

## Карьера
С 9 лет до 13 лет Пётр занимался мотокроссом во Владивостоке и далее, в Москве. На МТБ начал кататься в возрасте 14 лет. В 2014 году впервые участвовал в соревнованиях по скоростному спуску в горах.
С 2015 по 2019 год принимал участие в съёмках всех МТБ фильмов проекта RideThePlanet в России, Италии, Каталонии, Словакии, Австрии и Казахстане.
В 2019 году Винокурова взяли в международную команду SR Suntour WERX, а в 2020 он присоединился к команде Gorilla Energy и Reverse Components. Он стал первым российским райдером в дисциплине скоростной спуск, получившим спонсорство от зарубежной компании. В 2021 году Пётр построил одни из самых больших дропов в России.
В 2024 году состоялась премьера документального фильма "За пределами: Оставить след" съемки которого проходили в 2023 году на Камчатке. Одним из главных героев стал известный российский спортсмен Пётр Винокуров.

## Достижения
2015
 Мегалавина Сочи — дисциплина «скоростной спуск»
2016
 Мегалавина Сочи — дисциплина «скоростной спуск»
2018
 Кубок Красной Поляны — дисциплина «скоростной спуск»
 Мегалавина Сочи — дисциплина «скоростной спуск»
 Кубок России — дисциплина «скоростной спуск»
 Кубок России — дисциплина «байкер-Кросс»
 Urban DH Vladivostok — дисциплина «урбан ДХ»
2019
 Кубок Красной Поляны — дисциплина «скоростной спуск»
 Мегалавина Сочи — дисциплина «скоростной спуск»
2021
 Кубок Урала — дисциплина «скоростной спуск»
 Мегалавина Сочи — дисциплина «скоростной спуск»
2022
  Чемпионат России — дисциплина «скоростной спуск»
 Кубок Архыза — дисциплина «скоростной спуск»
 Кубок Урала — дисциплина «скоростной спуск»
 Mouse Bike Cup 1,3 — дисциплина «скоростной спуск»
 Кубок Красной Поляны — дисциплина «скоростной спуск»
2023
  Чемпионат России — дисциплина «скоростной спуск»
 Кубок России — дисциплина «скоростной спуск»
 Кубок Урала — дисциплина «скоростной спуск»
2024
  Чемпионат России — дисциплина «скоростной спуск»
 Кубок России — дисциплина «скоростной спуск»
 Кубок Урала — дисциплина «скоростной спуск»
 Чемпионат Удмуртии — дисциплина «скоростной спуск»